# Acrobolbus wilsonii
Acrobolbus wilsonii är en bladmossart som beskrevs av Christian Gottfried Daniel Nees von Esenbeck. Acrobolbus wilsonii ingår i släktet Acrobolbus och familjen Acrobolbaceae. Inga underarter finns listade i Catalogue of Life.